# Osmolice (Białki Dolne)
Osmolice – kolonia wsi Białki Dolne w Polsce położona w województwie lubelskim, w powiecie ryckim, w gminie Ułęż.
Wieś szlachecka położona była w drugiej połowie XVI wieku w ziemi stężyckiej. W latach 1975–1998 miejscowość należała administracyjnie do województwa lubelskiego.
Terytorialnie odrębny obszar kolonii, odległy od Białek Dolnych ok. 1 km.

## Urodzeni w Osmolicach
- Napoleon Kostanecki (ur. 1899), rotmistrz Wojska Polskiego, kawaler Orderu Virtuti Militari
- Wojciech Męciński (ur. 1598), jezuita – męczennik